# 스에촌 (구마모토현)
스에촌(일본어: 須恵村)은 일본 구마모토현 남동부 구마군에 있던 촌이다. 
2003년 4월 1일, 구마군 가미촌, 멘다정, 오카하루촌, 후카다촌과 신설합병해 아사기리정이 되었다.

## 지리
구마모토현 남동부 구마군의 중앙에 위치한다. 북부는 면적의 70%를 차지하는 산지와 일부가 밭지대이다. 남부는 논밭지대로 구성되어 있다. 

## 역사
- 1889년 4월 1일 - 정촌제 시행에 의해 스에촌이 성립하였다.
- 1935년 - 1936년 - 미국의 문화인류학자 존 엠브리(John Embree, 1908년 - 1950년, John Embree)에 의해 부락 사회의 구조가 실지 조사되어 'Suye Mura: A Japanese Village'(Chicago, 1939)로 정리되었다. 일본 문화 이해 교과서인 '국화와 칼(1944)'의 참고 문헌으로 꼽힌다. 엠브리의 아내 엘라(일본에서 자랐고 나중에 재혼하여 위즈웰 성을 사용한)가 『스에무라의 여인들』도 집필했다. 스에촌이 선택된 것은 야나기다 쿠니오의 조언에 의한 것이다.
- 2003년 4월 1일 - 구마군 가미촌, 멘다정, 오카하루촌, 후카다촌과 합병해 아사기리정이 되어 소멸하였다.

## 교통

### 도로
- 구마모토현도 제33호선

## 참고 문헌
- 角川日本地名大辞典編纂委員会, 『角川日本地名大辞典 43 熊本県』1987, 角川書店